# Phyllophaga gentryi
Phyllophaga gentryi är en skalbaggsart som beskrevs av Saylor 1936. Phyllophaga gentryi ingår i släktet Phyllophaga och familjen Melolonthidae. Inga underarter finns listade i Catalogue of Life.